# La Gran Vía
La Gran Vía, revista cómica-lírica, fantástico-callejera en un acto (título completo original de la obra) es una zarzuela en un acto y cinco cuadros con música de los maestros Federico Chueca y Joaquín Valverde y libreto de Felipe Pérez y González estrenada en el Teatro Felipe de Madrid el 2 de julio de 1886 y representada después largamente en el Teatro Apolo. Alcanzó tanta fama, que tuvieron que cambiarse algunos cuadros, puesto que al ser una revista de actualidades, ésta tenía que ir modernizándose. Así aparecieron nuevos cuadros como «En la calle de Alcalá», o «El bazar de juguetes».
Es un exponente del género chico llevado al campo de la revista de actualidades, en donde se exponían con buen humor y sentido satírico, las preocupaciones sociales y políticas del momento. El libreto, debido al gran autor festivo Felipe Pérez y González, retrata con habilidad y sátira, las noticias del momento, mostrando en escena un gran desfile de tipos y situaciones cómicas de gran efecto.
La música es un exponente de la facilidad melódica de Federico Chueca y Joaquín Valverde, creando números que conectan con el público como «La jota de los ratas», «El tango de la Menegilda» o «La mazurca de los marineritos». 
Como anécdota, de las tantas que se pueden citar, Nietzsche quedó asombrado al oírla en Turín, puesto que nunca había visto una obra en la que se encumbrara a un trío de bribones como «los ratas». Pero la contrapartida de esta fue que algunos de los números como «El vals de la seguridad», o el «Pasodoble de los sargentos» tuvieron que ser suprimidos durante la dictadura, debido a que la censura los veía como una burla directa al cuerpo de seguridad.

## Personajes
| Personaje                                                                  | Tesitura                                    | Reparto del estreno, 7 de noviembre de 1901 |
| -------------------------------------------------------------------------- | ------------------------------------------- | ------------------------------------------- |
| Caballero de Gracia, una de las calles de Madrid                           | barítono                                    | Joaquín Manini                              |
| La Menegilda, criada chulesca                                              | mezzosoprano                                | Lucía Pastor                                |
| Paseante en Corte, visitante de Doña Municipalidad                         | actor                                       | Melchor Ramiro                              |
| Doña Virtudes, ama y mujer de gran carácter                                | actriz                                      |                                             |
| Comadrón, encargado del parto de Doña Municipalidad                        | actor                                       |                                             |
| Los Ratas, tres ladronzuelos simpáticos                                    | barítono cómico, tenor cómico y bajo cómico | José Mesejo, Emilio Mesejo y Julio Ruiz     |
| Los Marineritos, grupo de muchachos que van a las regatas                  | coro femenino                               |                                             |
| La calle del Reloj                                                         | actriz                                      | Micaela García                              |
| Las Calles y Plazas, que vienen a quejarse del trato de Doña Municipalidad | coro femenino                               |                                             |
| La Gomosa y el Sietemesino, pareja cursi que va a disfrutar del patinaje   | dúo de tenor cómico y soprano cómica        |                                             |
| El Elíseo, popular baile madrileño                                         | soprano                                     | Lucía Pastor                                |

## Argumento

### Acto único

#### Cuadro primero
Esta acción comienza en la alcoba de Doña Municipalidad, en la cual se congregan todas las calles y plazas de Madrid para ver el nacimiento de la denominada Gran Vía y, de paso, poder quejarse de como las trata Doña Municipalidad. Junto a ellas viene el Paseante en Cortes el cual se dedica a contemplar como va todo. Aparece en escena el Caballero de Gracia, que aspira a unirse a esa nueva calle levantando un gran revuelo. Más todo termina, puesto que el Comadrón anuncia que el parto tiene para rato, por lo que el Paseante propone al Caballero dar un pequeño paseo por Madrid para contemplar todos los cambios.

#### Cuadro segundo
En las afueras de Madrid, el Caballero y el Paseante comentan el estado de la política, cuando aparece la Menegilda que trata de seducirlos con su picardía pero es contestada por Doña Virtudes, su ama, entablándose una pequeña riña donde la última sale mal parada. Todo esto termina al aparecer el novio de la muchacha, un militar con mal genio. Entra el barrio de la Prosperidad pidiendo limosna, luego el barrio del Pacífico buscando pelea y por último el barrio de las Injurias blasfemando. Al poco aparecen los Ratas que se enorgullecen de su oficio, llegando a escapar de las trampas de la autoridad.

#### Cuadro tercero
En la Puerta del Sol, se encuentran con Doña Sinceridad, cargada de yernos que van al Congreso de los Diputados, y contemplan el paso por la escena a unas personas que van comentando donde irán de veraneo y con un guardia que se queja. Al poco tiempo oyen unos ayes lastimeros y descubren que es la fuente de allí, la cual se queja de que con las nuevas reformas la quitarán para dar paso a un tranvía. Un Paleto aparece y conversa con ellos, aprovechando para robar al Caballero, mientras van a buscar a los guardias, aparecen los marineritos que hacen evoluciones y cantan con alegría su gusto por la mar.

#### Cuadro cuarto
En la Travesía, se encuentran en el Elíseo madrileño, un distinguido salón de baile popular. A las afueras de dicho baile, discuten el Tío Jindama y la Lidia, dos populares revistas taurinas, sobre los toreros, a la vez que entran la Gomosa y el Sietemesino, alabando las virtudes del patinaje y los cuales vuelven al final escarmentados. El Caballero y el Paseante deciden detenerse en el baile en su camino hacia el teatro, y contemplan al Elíseo personificado, la cual les muestra las virtudes del baile. Tras terminar entra corriendo el Comadrón, anunciando el inminente nacimiento de la Gran Vía.

#### Cuadro quinto
Todos celebran el nacimiento de la Gran Vía, cantando y bailando, mientras se ofrece una visión futurista de esta.

### Reformas
Al ser esta una obra de actualidades, nada más terminar sus representaciones en el Teatro Felipe pasó al Teatro Apolo, donde durante cuatro temporadas se representó ininterrumpidamente, por lo que se hicieron algunas reformas del libreto añadiendo nuevos cuadros y suprimiendo algunos.

#### Primera reforma (10 de febrero de 1887)
Se cambia el cuadro tercero, por lo que ahora nos trasladamos a la Calle de Alcalá, donde el Caballero y el Paseante huyen de los Ratas, en esto un Paleto aprovecha para robar al Caballero. Se suceden varias escenas en las que un policía es burlado por tres chulas, hay un diálogo entre el duro viejo y el nuevo, una señora con un loro que vitorea a la república, una mamá con un niño al que quiere emplear en el ministerio de la guerra, un húsar y la zurda que entablan un diálogo, y por último un grupo de sargentos suprimidos que entonan un pasodoble.

#### Segunda reforma (2 de julio de 1887)
Se cambia el cuadro tercero, ahora la acción sucede en un bazar de juguetes donde se encuentran el Paseante y el Caballero, las dependientas cantan y les muestran varios juguetes como un barómetro que funciona mal ya que el muñeco liberal cuando sale truena y el muñeco conservador al salir suenan los pájaros, un aristón que cambia de himno fácilmente, una cabeza de cartón que representa el servicio de correos, al cual se quejan un periodista, una señora indignada y un señor alterado, y el alfabeto animado. Aparece una mamá con un niño, el cual demuestra sus conocimientos y pide que le regalen el país como juguete. Tras esto aparece el juego donde despliega sus habilidades, reconociendo que pese a estar prohibido no lo cogen en ninguna parte.

## Números musicales
Acto único
- Cuadro primero
  - Introducción y polca de las Calles: «Somos las calles, somos las plazas»
  - Vals del Caballero de Gracia: «Caballero de Gracia me llaman»
  - Intermedio
- Cuadro segundo
  - Tango de la Menegilda: «Pobre chica»
  - Tango de Doña Virtudes: «Pobres amas»
  - Interludio instrumental
  - Jota de los Ratas: «Soy el rata primero»
- Cuadro tercero
  - Coro de niños: «Yo de la yernocracia»
  - Interludio instrumental
  - Mazurca de los marineritos: «Somos los marineritos»
- Cuadro cuarto
  - Polca de la Gomosa y el Sietemesino: «Somos la crem»
  - Chotis del Elíseo: «Yo Soy el Elíseo»
- Cuadro quinto
  - Final de la obra.

- Aumento en reformas
  - Vals de la seguridad: «Soy salvaguardia de la sociedad»
  - Pasodoble de los Sargentos: «Ustedes por lo visto».

- Con respecto a las reformas, en los cuadros del bazar de juguetes, el coro de dependientas es el número de la mazurca de los marineritos, pero con otra letra, al igual que el vals del juego que usa la música del vals de la seguridad.